# 恋を抱きしめよう
「恋を抱きしめよう」（こいをだきしめよう、原題 : We Can Work It Out）は、ビートルズの楽曲である。1965年12月に「デイ・トリッパー」との両A面シングルとして発売され、イギリスで初めて両A面シングルとして発売された作品となっている。本作はアルバム『ラバー・ソウル』のレコーディング・セッション中にレコーディングされた。シングル盤は、イギリスでアイヴァー・ノヴェロ賞を受賞したほか、アメリカ、オーストラリア、カナダ、アイルランドなど多数の国のチャートで第1位を獲得した。アメリカでは、1966年にキャピトル・レコードから発売されたアルバム『イエスタデイ・アンド・トゥデイ』にも収録された。
「恋を抱きしめよう」は、レノン＝マッカートニーの作品の中で数少ないジョン・レノンとポール・マッカートニーの2人で書いた楽曲となっている。

## 背景
ポール・マッカートニーは、本作のヴァースとコーラス、そしてメロディを書いた。歌詞は、当時マッカートニーの婚約者だったジェーン・アッシャーとの関係をモチーフとしている。歌詞について、マッカートニーは「カントリー&ウエスタンのようなテンポの速い曲を書こうと思って基本的なアイデアを練っていたんだ。ちょっとした歌詞を書いてジョンのところに持っていって、一緒にミドルエイトのフレーズを作った。そしたらジョージがこのミドルエイトをワルツにするのはどうだろうかとアイデアを出してくれた。歌詞そのものは個人的なもので、歌は誰かに話しかけたり、考えを成就させるのに良い方法なんだ」と語っている。
レノンが手がけたミドルエイトの歌詞は、マッカートニーの楽観主義な歌詞と対になっており、これは後に発表された「ゲッティング・ベター」や「アイヴ・ガッタ・フィーリング」にも見られる。1980年の『プレイボーイ』誌のインタビューで、レノンは「前半はポールで、ミドルエイトは僕が書いた。ポールが楽観的に"We can work it out, we can work it out"って歌って、僕はせっかちな感じで"Life is very short and there's no time for fussing and fighting my friend."ってね」と語っている。

## レコーディング
「恋を抱きしめよう」のレコーディングは、『ラバー・ソウル』のレコーディング・セッション中だった1965年10月20日にEMIレコーディング・スタジオで開始された。リズム・トラックは2テイクで録音され、リズムトラックで演奏した楽器は、いずれも最終ミックスで1つのトラックにまとめられ、左に定位している。本作のレコーディングには11時間近く費やされ、これまでで最も時間のかかったレコーディングとなった。10月29日にボーカルがオーバー・ダビングされた。。
なお、レコーディングでメンバーが演奏した楽器については、正確な記録が残っていないため、多くの説が存在している。音楽評論家のウォルター・エヴェレットは、アコースティック・ギターをレノン、ベースをマッカートニー、タンバリンをハリスン、ドラムをリンゴ・スターと推測しているが、作家のジーン・ミシェル・ゲドンとフィリップ・マーゴティンは、マッカートニーがアコースティック・ギター、レノンがベースを演奏したと推測している。

## プロモーション・ビデオ
「恋を抱きしめよう」と「デイ・トリッパー」は、初めてプロモーション・ビデオが制作されたビートルズのシングルとなった。これは『Ready Steady Go!』や『トップ・オブ・ザ・ポップス』など、イギリスのテレビ番組に直接出演して演奏することを避けることを目的として制作された。
ミュージック・ビデオは、1965年11月23日にトゥイッケナム・スタジオで撮影されたもので、監督はジョセフ・マクグラスが務めた。同日は「恋を抱きしめよう」と「デイ・トリッパー」の他に、過去に発売された「アイ・フィール・ファイン」、「涙の乗車券」、「ヘルプ!」のミュージック・ビデオを含む、計10作のミュージック・ビデオが撮影された。そのうち「恋を抱きしめよう」のミュージック・ビデオは3種類制作され、いずれもレノンはハーモニウムを演奏している。
3種類のうち最も多く放送されたのは、メンバーが黒い衣装を着用して演奏しているもの。この他には1965年8月15日のシェイ・スタジアム公演のステージ衣装を着用したメンバーが演奏しているものや、目にタンポポを据えたレノンのスチール写真が登場するクリップが存在する。
1965年11月に撮影されたプロモーション・ビデオのうち2種類が、2015年に発売された『ザ・ビートルズ 1+』に収録された。

## リリース
「恋を抱きしめよう」と「デイ・トリッパー」のどちらかをニュー・シングルのA面曲とするかという議論が行われ、「恋を抱きしめよう」の方が商業的だとする多数派の意見に対して、レノンは「デイ・トリッパー」を主張した。11月15日にEMIはA面曲を「恋を抱きしめよう」にすることを発表したが、レノンはこれを公に否定。この結果、シングルは史上初となる両A面シングルとして発売されることとなった。
シングルは、1965年12月3日にアルバム『ラバー・ソウル』と同時発売というかたちでパーロフォンより発売された。全英シングルチャートでは12月15日付のチャートで初登場2位を記録したのち、12月22日付のチャートから1966年1月19日付のチャートまでの5週連続で1位を獲得した。1966年のアイヴァー・ノヴェロ賞では、「ヘルプ!」とともに1965年のベストセラー・シングルとして認定された。イギリスでは、2012年11月時点で139万枚以上のセールスを記録した。
アメリカでは1965年12月6日、日本では1966年1月15日に発売された。アメリカの『ビルボード』誌が発表した1965年12月18日付のBillboard Hot 100では2曲ともチャートインし、1966年1月8日付の同チャートでは「恋を抱きしめよう」が1位、「デイ・トリッパー」が10位を記録した。同1966年年間ランキングは第16位。『キャッシュボックス』誌では4週連続第1位を獲得し、年間ランキング第11位を記録している。アメリカでは100万枚以上のセールスを記録している
アメリカでは1966年に発売されたキャピトル編集盤『イエスタデイ・アンド・トゥデイ』、イギリスでは同年に発売されたコンピレーション・アルバム『オールディーズ』でアルバム初収録となった。その後解散後に発売された『ザ・ビートルズ1962年〜1966年』、『リヴァプールより愛を込めて ザ・ビートルズ・ボックス』、『20グレイテスト・ヒッツ』、『パスト・マスターズ Vol.2』、『ザ・ビートルズ1』などのコンピレーション・アルバムにも収録された。
ビートルズは、本作を1965年12月3日から12日に行った最後のイギリス・ツアーで演奏した。マッカートニーは、ビートルズ解散後もこの曲をしばしばセットリストに加えており、1991年の「Unplugged Tour」、1993年の「New World Tour」、2002年の「Driving World Tour」、2003年の「Back in the World Tour」、2004年の「Summer Tour」などで演奏された。『公式海賊盤』（1991年）、『ポール・イズ・ライブ』（1993年）、『バック・イン・ザ・U.S. -ライブ2002』（2002年）、『バック・イン・ザ・ワールド』（2003年）などのライブ・アルバムにライブ音源が収録され、2005年に発売された映像作品『ライヴ・イン・レッド・スクウェア』にライブ映像が収録されている。

## クレジット（ビートルズ版）
以下、音楽学者のウォルター・エヴェレットの著書『The Beatles as Musicians: The Quarry Men through Rubber Soul』に掲載されている本作のクレジット。
- ポール・マッカートニー - ダブルトラックのリード・ボーカル、ベース
- ジョン・レノン - ハーモニー・ボーカル、アコースティック・ギター、ハーモニウム
- ジョージ・ハリスン - タンバリン
- リンゴ・スター - ドラム

音楽評論家のイアン・マクドナルドは、ハリスンがタンバリンを演奏したとする資料が複数見られるが、スターが演奏した可能性が高いという考えを示している。エヴェレットは、ベーシック・トラックの音像をもとにタンバリンの演奏者をハリスンとしている。ゲドンとマーゴティンもタンバリンの演奏者としてハリスンを挙げている。

## チャート成績（ビートルズ版）

### 週間チャート
| チャート (1965年 - 1966年)          | 最高位 |
| ----------------------------------- | ------ |
| オーストラリア (Kent Music Report)  | 1      |
| ベルギー (Ultratop 50 Wallonia)     | 12     |
| ベルギー (Ultratop 50 Flanders)     | 3      |
| カナダ トップシングルス (RPM)       | 1      |
| アイルランド (IRMA)                 | 1      |
| オランダ (Single Top 100)           | 1      |
| ニュージーランド (Lever Hit Parade) | 1      |
| 西アフリカ (Springbok)              | 2      |
| スウェーデン (Kvällstoppen Chart)   | 1      |
| UK Record Retailer Chart            | 1      |
| US Billboard Hot 100                | 1      |
| US Cash Box Top 100                 | 1      |
| 西ドイツ (Musikmarkt Hit-Parade)    | 2      |

### 年間チャート
| チャート(1966年)      | 順位 |
| --------------------- | ---- |
| US Billboard Year-End | 16   |
| US Cash Box           | 11   |

## 認定（ビートルズ版）
| 国/地域                    | 認定 | 認定/売上数 |
| -------------------------- | ---- | ----------- |
| アメリカ合衆国 (RIAA)      | Gold | 1,000,000^  |
| ^ 認定のみに基づく出荷枚数 |      |             |

## 主なカバー・バージョン

### ディープ・パープルによるカバー
ディープ・パープルは、1968年に発売したアルバム『詩人タリエシンの世界』に「恋を抱きしめよう」のカバー・バージョンを収録した。ディープ・パープルによるカバー・バージョンは、「エクスポジション」というクラシック音楽のテーマを取り入れた3分間のジャム・セッション（インストゥルメンタル）とのメドレー形式になっている。そのため、作者クレジットにはリッチー・ブラックモア、ニック・シンパー、ジョン・ロード、イアン・ペイス、そしてレノン＝マッカートニーの名前が表記されている。
ディープ・パープルは、他のアーティストの楽曲を大幅にアレンジをカバーする傾向にあり、デビュー・アルバム『ハッシュ』でカバーしたザ・リーヴスの「ヘイ・ジョー」やビートルズの「ヘルプ!」もその例の1つであった。ディープ・パープルは、『ハッシュ』での「ヘルプ!」のカバーをマッカートニーが気に入ったことから、『詩人タリエシンの世界』では「恋を抱きしめよう」をカバーすることにしたと明かしている。

### スティーヴィー・ワンダーによるカバー
スティーヴィー・ワンダーは、1970年に発売したアルバム『涙をとどけて』に「恋を抱きしめよう」のカバー・バージョンを収録した。翌年3月にシングル・カットされ、B面には「夏に消えた恋」が収録された。シングル盤は、Billboard Hot 100で最高位13位を記録し、第14回グラミー賞で最優秀男性R&Bヴォーカル・パフォーマンス賞にノミネートされた。その後『グレイテスト・ヒッツ VOL.2』にも収録された。
1990年にマッカートニーがグラミー賞 特別功労賞生涯業績賞を受賞し、それを受けてワンダーはマッカートニーに向けて本作を演奏した。その後、2010年にガーシュウィン賞を受賞したマッカートニーに敬意を表して開催された式典や、2014年1月に開催された『The Night That Changed America: A Grammy Salute To The Beatles』でも演奏された。

#### チャート成績（スティーヴィー・ワンダー版）
| チャート (1971年)                        | 最高位 |
| ---------------------------------------- | ------ |
| Canada Top Singles (RPM)                 | 49     |
| UK シングルス (OCC)                      | 27     |
| US Billboard Hot 100                     | 13     |
| US Best Selling Soul Singles (Billboard) | 3      |
| US Cash Box Top 100                      | 9      |

| チャート (1971年)       | 順位 |
| ----------------------- | ---- |
| US Cash Box             | 96   |
| US R&B/Soul (Billboard) | 27   |